# 岡本圀衞
岡本 圀衞（おかもと くにえ、1944年9月11日 - ）は、日本の実業家。日本生命保険元社長。埼玉県北本市出身。

## 経歴・人物
県立浦和高校を経て、1969年に東京大学法学部を卒業し、日本生命保険に入社した。
1995年7月に取締役に就任し、1999年3月に常務、2002年3月に専務を経て、2005年4月から社長を務め、2011年4月から会長を務めた。
三菱UFJフィナンシャルグループ社外取締役、近鉄グループホールディングス取締役、東京急行電鉄監査役、ダイセル監査役を歴任し、2018年からは東日本高速道路取締役会長を務めている。
日本経済団体連合会副会長などを歴任した。
2019年11月に旭日大綬章を受章した。